# Alloiococcus otitis
Alloiococcus otitis — вид молочнокислих бактерій родини Lactobacillaceae. Бактерія виділена з рідини середнього вуха людини. Типовий штам — NCFB 2890. При відкритті виду, передбачалось, що ця бактерія є потенційним збудником отиту, але подальші дослідження не підтвердили цю теорію.